# 윈스럽 브라운
윈스럽 길먼 브라운(Winthrop G. Brown, 1907년 7월 12일 ~ 1987년 5월 25일)은 제8대 대한민국 주재 미국 대사이다.

## 제8대 주한 미국대사
임기 중 이동원 외무부 장관과 브라운 각서(한국군 월남 증파에 따른 미국의 대한 협조에 관한 주한미대사 공한)을 체결하며 베트남 전쟁에 대한민국 국군을 파병하는데 합의를 이끌었다.
| 전임 새뮤얼 버거 | 제7대 주한 미국 대사 1961년 10월 ~ 1967년 7월 | 후임 윌리엄 J. 포터 |